# Marc Hodler
 (mars 2022).
Si vous disposez d'ouvrages ou d'articles de référence ou si vous connaissez des sites web de qualité traitant du thème abordé ici, merci de compléter l'article en donnant les références utiles à sa vérifiabilité et en les liant à la section « Notes et références ».
Pour les articles homonymes, voir Hodler.
Marc Hodler, né le 26 octobre 1918 à Berne, et décédé à Berne le 18 octobre 2006, était un dirigeant sportif suisse et président de la Fédération internationale de ski entre 1951 et 1998, date à laquelle il laisse sa place à son compatriote Gian-Franco Kasper.

## Biographie
Il était aussi membre du CIO depuis 1963.
Grand sportif dans ses jeunes années (notamment en ski alpin), il met fin à sa carrière sportive en 1938 après un grave accident. Il se dirige alors vers les activités techniques et administratives, après avoir été dirigeant de l'équipe de Suisse de ski alpin entre 1939 et 1948 et entretemps vice-président et chef de la section de ski alpin de 1948 entre 1940 et 1951 ainsi que responsable des compétitions alpines aux Jeux olympiques d'hiver de 1948 à Saint-Moritz, il intègre la Fédération internationale de ski (FIS) en 1946 pour devenir président du comité de Descente et de Slalom, puis entre dans le conseil de la FIS en 1949 pour en devenir le président en 1951.
Par ailleurs, Marc Hodler pratique le sport en tant que loisir, comme le tennis, la natation et le golf, discipline où il fut capitaine de l'équipe de Berne durant 18 ans.
En parallèle, il poursuit une carrière dans le bridge où il fut à trois reprises champion de Suisse. En 1944, il prend la tête de la Fédération Suisse de Bridge.